# Waldszenen

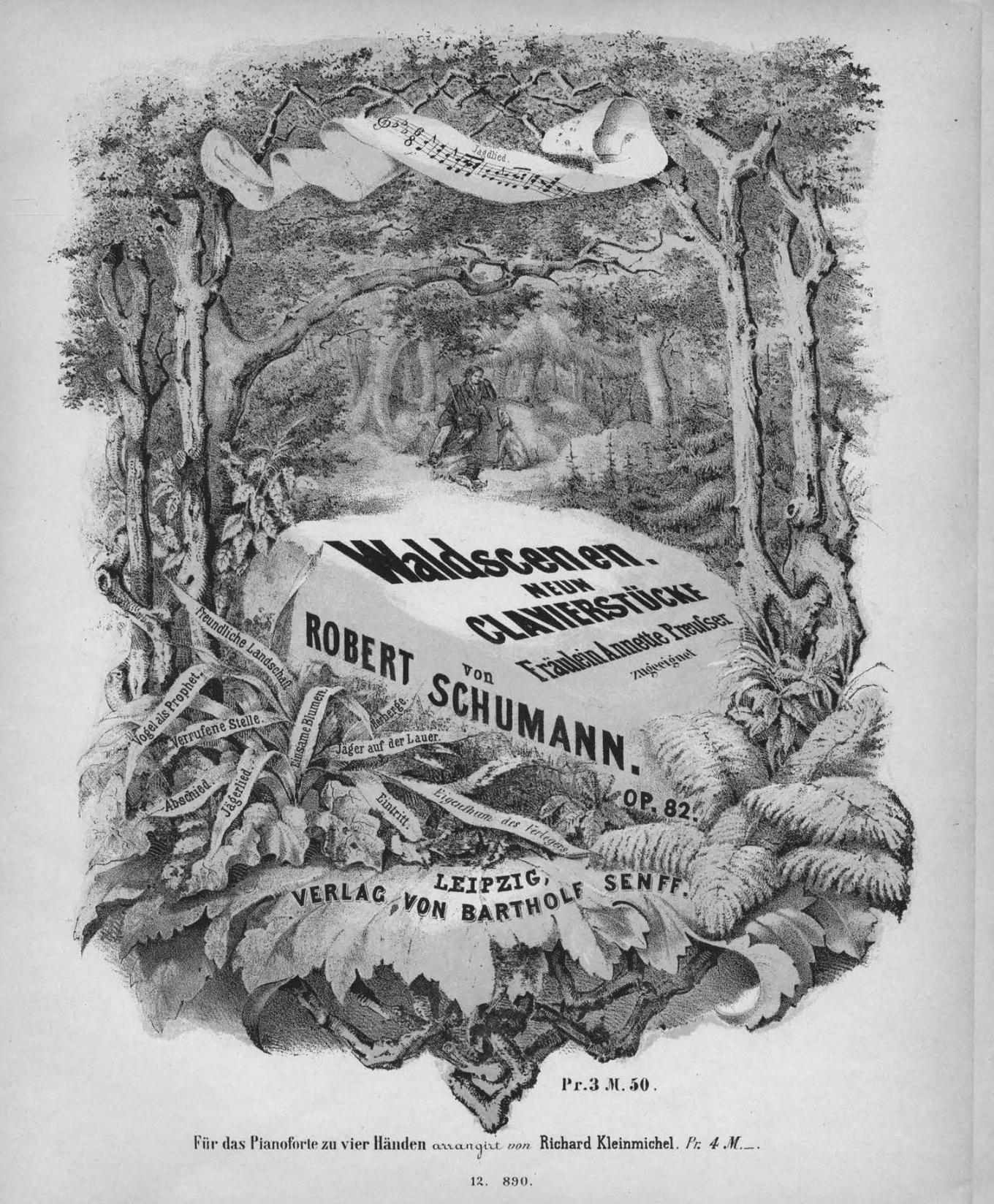
Couverture de la première édition (Bartholf Senff).

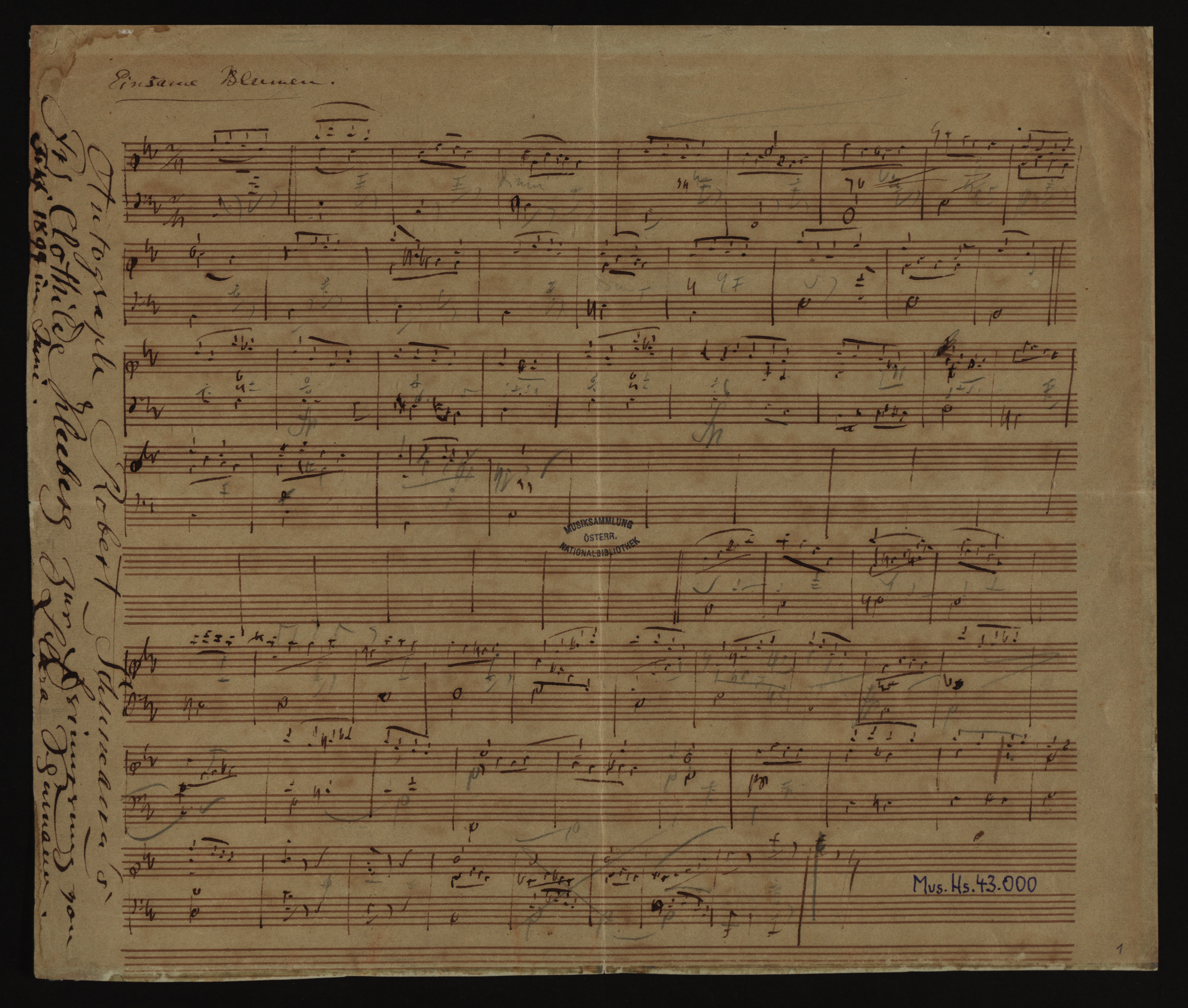
Autographe de Robert Schumann : "Einsame Blumen" (fleurs solitaires).

Pour l’article homonyme, voir Scènes de la forêt de Bonis.
Waldszenen (Scènes de la forêt, ou Scènes des bois[réf. nécessaire], ou Dans la forêt), op. 82, est un recueil de neuf petites pièces pour piano composées par Robert Schumann en 1849. Le recueil est dédié à Annette Preufser.

## Mouvements
Chacune de ces neuf pièces a un titre, tout comme chacune des Scènes d'enfants op. 15 :
| Titre original en allemand | Titre en français   | Durée approximative | Tonalité   |
| -------------------------- | ------------------- | ------------------- | ---------- |
| Eintritt                   | Entrée              | 2:10                | Sib majeur |
| Jäger auf der Lauer        | Chasseur aux aguets | 1:18                | Ré mineur  |
| Einsame Blumen             | Fleurs solitaires   | 2:17                | Sib majeur |
| Verrufene Stelle           | Lieu maudit         | 3:07                | Ré mineur  |
| Freundliche Landschaft     | Paysage souriant    | 1:07                | Sib majeur |
| Herberge                   | À l’auberge         | 2:02                | Mib majeur |
| Vogel als Prophet          | L’Oiseau-prophète   | 3:20                | Sol mineur |
| Jagdlied                   | Chant de chasse     | 2:29                | Mib majeur |
| Abschied                   | Adieu               | 3:29                | Sib majeur |

## Analyse
Dans le style simple et harmonieux qui lui est caractéristique, Robert Schumann décrit avec poésie une promenade faite de tableaux, où vogue un esprit d'enfant[réf. nécessaire] habituel dans sa musique. On y trouve l'amusement (Paysage souriant, Chant de chasse), le faux sérieux (Lieu maudit, Chasseur aux aguets), la tendresse (Entrée, À l'auberge, Adieu), l'émerveillement onirique (Fleurs solitaires) et jusqu'à la fascination.
L'Oiseau-prophète, la pièce la plus étrange du recueil, n'est pas à proprement parler une tentative d'imitation d'un chant d'oiseau, comme tentera plus tard de le faire par exemple Olivier Messiaen. En effet l'espèce de cet oiseau n'est pas reconnaissable ni clairement caractérisée. Il s'agit plutôt d'une évocation poétique, la figure du prophète n'étant pas très éloignée dans la pensée romantique de celle du poète ; c'est pourquoi elle a pu être rapprochée d'une autre pièce de Schumann, Le poète parle, qui clôt les Scènes d'enfants, et qui partage avec l'Oiseau prophète l'impression recherchée de suspension du temps. Robert Schumann avait au départ accompagné l'Oiseau prophète d'un vers d'Eichendorf, qu'il a ensuite effacé : « Prends garde ! Reste éveillé et en alerte ! ».